# Liste der Straßen und Plätze in Berlin-Halensee

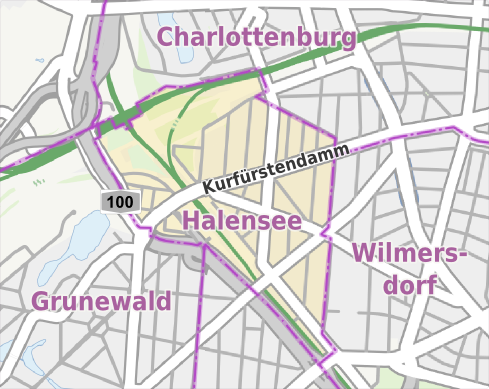
Übersichtskarte von Berlin-Halensee

Die Liste der Straßen und Plätze in Berlin-Halensee beschreibt das Straßensystem im Berliner Ortsteil Halensee mit den entsprechenden historischen Bezügen. Gleichzeitig ist diese Zusammenstellung ein Teil der Listen aller Berliner Straßen und Plätze. Die Geschichte des Ortsteils Halensee wird hier nicht gesondert behandelt.

## Überblick
Halensee ist der kleinste Ortsteil im Berliner Bezirk Charlottenburg-Wilmersdorf und hat 15.775 Einwohner (Stand: 31. Dezember 2023). Der Ortsteil umfasst die Postleitzahlenbereiche 10709 und 10711 und wird im Westen durch die Stadtautobahn, im Norden durch die Stadtbahn und die Damaschkestraße und im Osten durch den Lehniner Platz und die Cicerostraße begrenzt. Im Ortsteil liegen 30 gewidmete Straßen und drei benannte Plätze, acht Straßen gehören auch zu den Nachbarortsteilen. Die summierte Gesamtlänge der aufgeführten Straßen beträgt 11,6 Kilometer, wovon wiederum insgesamt 4460 Meter zum Hauptstraßensystem gehören. Durch die Ortsteillage sind diese 40 % im Berliner Hauptstraßensystem vergleichsweise bedeutsam.
Als übergeordnete Straßenverbindung ist der südliche Teil der Anschlussstelle Kurfürstendamm der A 100 (Ausfahrt nach Kurfürstendamm, Verkehrsebene −1), die Schwarzbacher Straße sowie 1210 Meter der Fahrbahnen des Kurfürstendamms im Berliner Straßenregister verzeichnet. Als lokale Hauptstraßen (Kategorie III, wie Kreisstraßen) sind 1160 Meter von Paulsborner und Westfälischer Straße ausgezeichnet, ergänzt von 1610 Meter Joachim-Friedrich- und Seesener Straße, die in Kategorie IV des Berliner Straßennetzes annotiert sind. Die weiteren Halenseer Stadtstraßen sind nicht kategorisiert und in der RBS-Klasse „STRA“ (Ausstattungsanforderungen) und in der OKSTRA-Klasse „G“ als Gemeindestraße dem Straßenbau des Bezirks zugeordnet. Ausgenommen hiervon sind 45 Meter der Bornimer Straße als Fußweg (RBS: „FUWE“, Okstra: „X“) und Am Güterbahnhof Halensee (RBS: STRA, Okstra: „N“), für die ein privater Träger zuständig ist.
Fast alle Seitenstraßen des Kurfürstendamms in Halensee sowie im anliegenden Ortsteil Wilmersdorf, sind nach brandenburgischen Kurfürsten benannt:
- Albrecht I. „der Bär“ (1100–1170), (Markgraf-Albrecht-Straße)
- Friedrich II. „Eisenzahn“ (1413–1471), (Eisenzahnstraße)
- Albrecht III Achilles (1414–1486), (Albrecht-Achilles-Straße)
- Johann Cicero (1455–1499), (Cicerostraße)
- Joachim I. „Nestor“ (1484–1535), (Nestorstraße)
- Joachim II. „Hektor“ (1505–1570), (Hektorstraße)
- Johann Georg (1525–1598), (Johann-Georg-Straße)
- Joachim Friedrich (1546–1608), (Joachim-Friedrich-Straße)
- Johann Sigismund (1572–1619), (Johann-Sigismund-Straße)
- Georg Wilhelm (1595–1640), (Georg-Wilhelm-Straße)
- Katharina von Brandenburg-Küstrin (1549–1602), Ehefrau von Kurfürst Joachim Friedrich, (Katharinenstraße)
- Luise Henriette von Oranien (1627–1667), Kurfürstin von Brandenburg und erste Ehefrau des Großen Kurfürsten (Henriettenplatz).

Lediglich die Karlsruher Straße (benannt 1905) erinnert an die Niederschlagung der Badischen Revolution durch preußische Truppen.

## Übersicht der Straßen und Plätze
Die nachfolgende Tabelle gibt eine Übersicht über die vorhandenen Straßen und Plätze im Ortsteil sowie einige dazugehörige Informationen.
- Name/Lage: aktuelle Bezeichnung der Straße oder des Platzes. Über den Link Lage kann die Straße oder der Platz auf verschiedenen Kartendiensten angezeigt werden. Die Geoposition gibt die Lage der ungefähren Mitte der Straßenlänge an.
- Im amtlichen Straßenverzeichnis nicht aufgeführte Verkehrswege sind mit * gekennzeichnet.
- Ehemalige oder nicht mehr gültige Straßennamen sind kursiv gesetzt. Für bedeutende ehemalige Straßen oder historische Straßennamen ist gegebenenfalls eine gesonderte Liste vorhanden.
- Länge/Maße in Metern:
Die in der Übersicht enthaltenen Längenangaben sind  gerundete Übersichtswerte, die in Google Earth mit dem dortigen Maßstab ermittelt wurden. Sie dienen Vergleichszwecken und werden, sofern amtliche Werte bekannt sind, ausgetauscht und gesondert gekennzeichnet.
Bei Plätzen sind die Maße in der Form a × b für rechteckige Anlagen und für (ungefähr) dreieckige Anlagen als a × b × c mit a als längster Seite angegeben.
Sofern die Straße auch in benachbarte Ortsteile weiterführt, gibt der Zusatz ‚im Ortsteil‘ an, wie lang der Straßenabschnitt innerhalb des Ortsteils dieses Artikels ist.
- Namensherkunft: Ursprung oder Bezug des Namens.
- Anmerkungen: weitere Informationen über anliegende Baudenkmale oder Institutionen, die Geschichte der Straße und historische Bezeichnungen.
- Bild: Foto der Straße oder eines anliegenden Objektes.

| Name/Lage                       | Länge/Maße (in Metern)  | Namensherkunft                                                                                              | Datum der Benennung | Anmerkungen | Bild |
| ------------------------------- | ----------------------- | --- | ------------------- | --- | --- |
| Agathe-Lasch-Platz (Lage)       | 0030 × 30 (Dreieckform) | Agathe Lasch (1879–1942), Germanistin und erste Professorin in der Universität Hamburg                      | 1. Okt. 2004        | Platz zwischen Kurfürstendamm, Johann-Georg- und Joachim-Friedrich-Straße. | Agathe-Lasch-Platz |
| Am Güterbahnhof Halensee (Lage) | 0150                    | nach dem ehemaligen Güterbahnhof Halensee an der Ringbahn                                                   | vor 1970            | Die Privatstraße geht von der Schwarzbacher Straße zum Gelände des ehemaligen Güterbahnhofs Halensee. Nach fast einjähriger Bauzeit eröffnete am 20. Dezember 2013 ein Bauhaus-Baumarkt, womit nun die letzte Brache am Kurfürstendamm geschlossen wurde. Die Gewerbestraße liegt zwischen der A 100 und der Ringbahn. Sie endet hinter der Paulsborner Brücke als Sackgasse. Hier befand sich die Verladestation der Friedhofsbahn nach Stahnsdorf. Für Fußgänger gibt es eine Treppe zur Brücke und zur Paulsborner Straße. | Güterbahnhof Halensee Apr 2010 · Am Güterbahnhof Halensee Dez 2013 |
| Bornimer Straße (Lage)          | 0200                    | Bornim, Ortsteil von Potsdam                                                                                | 8. Jan. 1892        | Die Straße verläuft vom Kurfürstendamm zum Kronprinzendamm. Das Haus Nummer 20 von Hugo Tietz aus dem Jahr 1904 für August Aschinger steht unter Denkmalschutz. | Bornimer Straße |
| Bornstedter Straße (Lage)       | 0250                    | Bornstedt, Ortsteil von Potsdam                                                                             | Februar 1906        | Der vorherige Name war zwischen dem 16. März 1888 und Februar 1906 Bornstädter Straße. Der nördlich der Bahntrasse liegende Friedhof Grunewald ist ein gelistetes Gartendenkmal. Das Haus Nummer 1 von 1895, in dem sich heute ein Hotel befindet, ist ein gelistetes Baudenkmal. Nur die Südseite der Straße ist bebaut. Sie liegt mit dem westlichen Ende an der A 100, die Nordseite wird von einer Bahnlinie begrenzt. Zum Teil stehen großzügige Altbauten an der Straße. Auf dem schmalen Grünstreifen zwischen Bahn und Straße liegen einige Gärten der Eisenbahner-Landwirtschaft. Eine Fußgängerbrücke führt zum einzigen Zugang zum Friedhof Grunewald. Der Innere Parkring liegt mit einem Abschnitt auf der Bornstedter Straße. | Bornstedter Straße |
| Carionweg (Lage)                | 0025                    | Johann Carion (1499–1537), Astrologe, Mathematiker und Historiker                                           | 12. Jan. 1932       | Der vormalige Name war 1931 Larionweg und entstand durch einen Schreibfehler, der 1932 korrigiert wurde. | Carionweg |
| Cicerostraße (Lage)             | 1000                    | Johann Cicero (1455–1499), Kurfürst von Brandenburg                                                         | 8. Jan. 1892        | Der vorherige Name war ab 1885 Straße 41. Die Ostseite der Straße und das Straßenland gehören zu Wilmersdorf. Im südlichen Teil befinden sich zahlreiche Gewerbebetriebe und Büros. | Cicerostraße |
| Damaschkestraße (Lage)          | 0500 (im Ortsteil)      | Adolf Damaschke (1865–1935), Pädagoge und Führer der Bodenreformbewegung im Deutschen Reich                 | 30. März 1950       | Der vorherige Name war von 1908 bis 1950 Küstriner Straße. Die Nordostseite und ein weiterer kurzer Teil der Straße sowie das Straßenland gehören zu Charlottenburg. | Damaschkestraße von der Joachim-Friedrich-Straße aus gesehen |
| Georg-Wilhelm-Straße (Lage)     | 0300                    | Georg Wilhelm (1595–1640), Kurfürst und Markgraf von Brandenburg sowie Herzog von Preußen                   | 8. Jan. 1892        | Die Straße wurde ab 1885 aus der Straße 2a und Straße 3 gebildet. In der Nummer 20 wohnte der Polarforscher und Geologe Alfred Wegener. Vor der Hausnummer 5 liegen zwei Stolpersteine im Gedenken an Natalie Breslauer und Alexander Carsch. | Georg-Wilhelm-Straße |
| Halberstädter Straße (Lage)     | 0330                    | Halberstadt, Kreisstadt in Sachsen-Anhalt                                                                   | 24. Jan. 1905       | Bei ihrer Anlage hieß sie ab 1900 Straße 15. Sie führt von der Joachim-Friedrich-Straße zur Seesener Straße. Im Haus Nr. 7 wohnte von 1910 bis 1925 der Physiker Adolf Miethe. | Halberstädter Straße an der Joachim-Friedrich-Straße |
| Halenseestraße (Lage)           | 0550 (im Ortsteil)      | nach dem nahegelegenen Halensee                                                                             | 26. Juni 1936       | Der vorherige Name war Straße G 92. Sie entstand, nachdem der hier liegende Lunapark 1935 abgerissen wurde. Die Straße wird durch die Stadtautobahn in einen östlichen und einen westlichen Teil getrennt. Die Westseite der Straße und das Straßenland liegen in Grunewald. Ein Teil der Straße verläuft in nördlicher Richtung im Ortsteil Westend. Seit 2005 befindet sich hier das Großbordell Artemis. Die am Rathenauplatz liegende Siedlung von Paul Baumgarten aus dem Jahr 1936 steht unter Denkmalschutz, ebenso das Schaltwerk von Richard Brademann aus dem Jahr 1928. | Bürohaus „Zitrone“ am Halensee · Halenseestraße |
| Heilbronner Straße (Lage)       | 0300 (im Ortsteil)      | Heilbronn, Stadt in Baden-Württemberg                                                                       | 6. Okt. 1905        | Der vorherige Name war zwischen 1901 und 1905 Ansbacher Straße. Ein kurzer Teil der Straße verläuft in Charlottenburg. Im Haus Nummer 12 lebte um 1910 der Bildhauer Hans Hubert Dietzsch. Die Straße ist durch mehrere Supermärkte und Kfz-Werkstätten geprägt. | Heilbronner Straße |
| Hektorstraße (Lage)             | 0220                    | Joachim II. Hector (1505–1571), Kurfürst von Brandenburg und Herzog von Preußen                             | 8. Jan. 1892        | Der vorherige Name war Straße 6. In der Straße sind als eine der wenigen Seitenstraßen des Kurfürstendamm noch alle Vorgärten erhalten. Vor den Hausnummern 2, 3, 9–10, 13, 17, 18 und 20 liegen insgesamt mehrere Stolpersteine. | Hektorstraße, eine der wenigen Straßen mit Vorgärten am Kurfürstendamm                                                                                                |
| Henriettenplatz (Lage)          | 0050 × 20               | Luise Henriette von Oranien (1627–1667), Kurfürstin von Brandenburg und erste Ehefrau des Großen Kurfürsten | 8. Jan. 1892        | Der Henriettenplatz wird durch den Kurfürstendamm in einen nördlichen und einen südlichen Teil geteilt. Der Platz wurde 1987 zur 750-Jahr-Feier Berlins im Rahmen eines städtebaulichen Wettbewerbs neu gestaltet. Es entstanden auf der Südseite die Säulenkolonnaden und auf der Nordseite ein Bronze-Obelisk von Heinz Mack sowie auf der Südseite der Medusenbrunnen von Anne und Patrick Poirier. | Henriettenplatz Nordseite · Berlin-Halensee Henriettenplatz Südseite                                                                                                  |
| Hochmeisterplatz (Lage)         | 0205 × 100              | Hochmeister, höchstes Amt im Deutschen Orden                                                                | 8. Jan. 1892        | Der vorherige Name war vor 1876 und 1885 Buchwaldplatz. Nach dem Zukauf benachbarter Flächen durch den Magistrat von Berlin (50 Mark pro Quadratmeter) im Jahr 1929 gestaltete der Gartenarchitekt Erwin Barth 1930 den Platz neu; 1936 nahm Richard Thieme weitere Ausbauarbeiten vor. Markantestes Gebäude war bis zu seinem Abriss 2017 das von Willy Hoffmann gestaltete frühere Postamt Halensee 2 von 1933. | Hochmeisterplatz mit Blick auf die Hochmeisterkirche · Hochmeisterplatz mit Blick auf das ehemalige Postamt 311 · Hochmeisterplatz Abriss des ehemaligen Postamts 311 |
| Hohenzollerndamm (Lage)         | 100 (im Ortsteil)       | nach den Hohenzollern, dem Geschlecht das die preußischen Könige und deutschen Kaiser bis 1918 stellte      | 1. Aug. 1906        | Umbenennung der Preußischen Straße in Hohenzollerndamm am 1. August 1906. Umbenennung eines Teils der Nachodstraße zwischen Hohenzollernplatz und Kaiserallee (heute Bundesallee) am 25. Juli 1908. Ein Teil der Straße liegt in Schmargendorf, dieser trägt seinen Namen bereits länger als der Straßenteil in Wilmersdorf. Lediglich die Grundstücke 47a und 48 (Bahnhof Hohenzollerndamm) liegen in Halensee. Beide Gebäude sind gelistete Baudenkmale. | S-Bahnhof Hohenzollerndamm |
| Joachim-Friedrich-Straße (Lage) | 0890                    | Joachim Friedrich von Brandenburg (1546–1608), Kurfürst von Brandenburg                                     | 8. Jan. 1892        | Bei ihrer Anlage hieß sie Straße 5. Das Gebäude der heutigen Halensee-Grundschule ist ein Baudenkmal. Am Haus Nummer 54 erinnert eine Gedenktafel an den Schauspieler Albert Bassermann, der von 1930 bis 1933 hier wohnte. Weiterhin befindet sich hier die Berliner Stadtmission (City Station) sowie in Nummer 4 Französisch-reformierte Kirche. Vor den Hausnummern 24, 42, 49, 54 und 55 liegen insgesamt mehrere Stolpersteine. | Halensee-Grundschule in der Joachim-Friedrich-Straße · Berlin-Halensee Joachim-Friedrich-Straße Diagnostisches Zentrum                                                |
| Johann-Georg-Straße (Lage)      | 0260                    | Johann Georg (1525–1598), Kurfürst von Brandenburg                                                          | 8. Jan. 1892        | Bei ihrer Anlage hieß sie ab 1885 Straße 13. Am Haus Nummer 20 erinnert eine Gedenktafel an den Schriftsteller Salomo Friedlaender, der von 1913 bis zu seiner Emigration 1934 hier lebte. Vor den Hausnummern 15 und 20 liegen mehrere Stolpersteine. | Johann-Georg-Straße von der Nestorstraße aus gesehen |
| Johann-Sigismund-Straße (Lage)  | 0220                    | Johann Sigismund (1572–1620), Kurfürst von Brandenburg                                                      | 8. Jan. 1892        | Bei ihrer Anlage hieß sie Straße 4a, von 1888 bis 1892 Sigismundstraße. Das Haus Nummer 2/3 steht unter Denkmalschutz. | Johann-Sigismund-Straße |
| Karlsruher Straße (Lage)        | 0420                    | Karlsruhe, Stadt in Baden-Württemberg                                                                       | 6. Okt. 1905        | Bei ihrer Anlage hieß sie ab 1885 Straße 20b. Der Name wurde damals zum Andenken der Niederschlagung der Badischen Revolution durch preußische Truppen gewählt. Am Haus Nummer 13 erinnert eine Gedenktafel an den Politiker und Widerstandskämpfer gegen den Nationalsozialismus Hermann Brill, der von 1934 bis zu seiner Verhaftung 1938 hier lebte. | Karlsruher Straße Ecke Kurfürstendamm |
| Katharinenstraße (Lage)         | 0360                    | Katharina von Brandenburg-Küstrin, Ehefrau von Kurfürst Joachim Friedrich                                   | 8. Jan. 1892        | Bei ihrer Anlage hieß sie ab 1885 Straße 20a. Am Haus Nummer 5 befindet sich eine Gedenktafel für die Schriftstellerin Else Lasker-Schüler, die von 1909 bis 1911 und an den Verleger und Komponisten Herwarth Walden, der von 1909 bis 1912 hier wohnte. | Autowerkstätten in der Katharinenstraße |
| Kronprinzendamm (Lage)          | 0250                    | Wilhelm von Preußen (1882–1951), Kronprinz                                                                  | 8. Jan. 1892        | Der Kronprinzendamm erhielt seinen Namen anlässlich des zehnten Geburtstags des Kronprinzen Wilhelm. Vor seiner Benennung trug er ab 1885 die Bezeichnung Straße G 9. Zu den geschützten Baudenkmalen zählen die Häuser 1, 2 und 3 aus dem Jahr 1895. In der Nummer 11 wohnte um 1905 der Maler Philipp Franck. Vor der Hausnummer 11 liegen mehrere Stolpersteine im Gedenken an die Familie Kron. | Kronprinzendamm |
| Kurfürstendamm (Lage)           | 1100 (im Ortsteil)      | Kurfürst, Herrschertitel der Mark Brandenburg                                                               | um 1830             | Teile der Straße verlaufen in Charlottenburg und Wilmersdorf. Das 1956 wiedererbaute VW-Porsche-Haus ist ein gelistetes Baudenkmal. Die Südseite zwischen Nestorstraße und Joachim-Friedrich-Straße wird durch das von 1971 bis 1973 entstandene Kurfürstendamm-Center dominiert, in dem sich zahlreiche Geschäfte befinden. Der Polizeiabschnitt 25, der hier seit Errichtung des Gebäudes 1970 untergebracht war, wurde als letzter Polizeiabschnitt des Kurfürstendamms Mitte 2013 geschlossen und in die Bismarckstraße 111 verlegt. Eine Gedenktafel vor dem Haus Nummer 141 erinnert an den Anschlag auf Rudi Dutschke der hier am 11. April 1968 stattfand. Der nördliche Bereich sowie der Abschnitt zwischen Joachim-Friedrich-Straße ist durch viele Restaurants und Geschäfte geprägt. Einige Hauser haben noch die traditionellen Vorgärten, die auf anderen Abschnitten des Kurfürstendamm verschwunden sind. Vor den Hausnummern 100, 101, 114, 133, 146 und 150 liegen insgesamt mehrere Stolpersteine. | Wohnhaus Kurfürstendamm 98 Ecke Markgraf-Albrecht-Straße · Kurfürstendamm Eduard-Winter-Haus · Bauhaus an der Kurfürstendammbrücke                                    |
| Lützenstraße (Lage)             | 0150                    | Lützen, Ort einer Schlacht im Dreißigjährigen Krieg in Sachsen-Anhalt                                       | 1892                | Bei ihrer Anlage 1885 hieß sie Straße 1. Sie verbindet die Ringbahnstraße mit der Georg-Wilhelm-Straße. | Lützenstraße |
| Markgraf-Albrecht-Straße (Lage) | 0160                    | Albrecht I. (um 1100–1170), Gründer der Mark Brandenburg                                                    | 10. Juli 1908       | Der vorherige Name war Straße 32. Am Haus Nummer 10/11 erinnert eine Gedenktafel an die ehemalige Synagoge „Friedenstempel“, die am 9. November 1938 von Nationalsozialisten angezündet wurde. Vor den Hausnummern 2, 3, 4, 5, 6, 8, 12, 14, 15 liegen insgesamt mehrere Stolpersteine. | Markgraf-Albrecht-Straße Ecke Damaschkestraße |
| Nedlitzer Straße (Lage)         | 0110                    | Nedlitz, Ortsteil von Potsdam                                                                               | 17. Mai 1930        | Die Straße verläuft zwischen Kronprinzendamm und Bornimer Straße. Bei ihrer Anlage hieß sie ab 1909 Straße G 24. | Nedlitzer Straße, Blick auf den Kronprinzendamm |
| Nestorstraße (Lage)             | 1020                    | Joachim I. Nestor (1484–1535), Kurfürst von Brandenburg                                                     | 10. Juli 1908       | Bei der Anlage trug sie die Bezeichnung Straße 7. 1892 erhielt der nördliche Abschnitt der Straße 7 den Namen Nestorstraße und der südliche den Namen Schlesische Straße. Am 18. Juni 1911 kam die Schlesische Straße zur Nestorstraße hinzu. Die Albertus-Magnus-Kirche von 1962 ist ein gelistetes Baudenkmal. Im südlichen Teil befinden sich zahlreiche Kfz-Betriebe sowie Einrichtungen der Deutschen Rentenversicherung. Am Haus 29 ist eine Gedenktafel für Vladimir Nabokov angebracht, der hier von 1927 bis 1937 lebte. Vor der Hausnummer 45 liegt ein Stolperstein im Gedenken an Hedwig Gerson. | Nestorstraße Ecke Kurfürstendamm · Albertus-Magnus-Kirche |
| Paulsborner Straße (Lage)       | 0580 (im Ortsteil)      | Paulsborn, im Jahr 1800 angelegtes Gehöft und späteres Forsthaus am Grunewaldsee                            | 16. März 1888       | Teile der Straße liegen in Grunewald, Schmargendorf und Wilmersdorf. Das Junggesellenwohnhaus von 1931 Nummer 17–20 von Bruno Buch ist als Gebäudeensemble ein geschütztes Baudenkmal. Am Haus mit der Nummer 81 befindet sich eine Gedenktafel für den Dirigenten und Komponisten Robert Stolz, der hier von 1929 bis 1935 lebte. Vor der Hausnummer 19 liegt ein Stolperstein im Gedenken an Hedwig Saul. | Paulsborner Straße zwischen Seesener und Nestorstraße · Junggesellenwohnhaus Paulsborner Ecke Nestorstraße                                                            |
| Ringbahnstraße (Lage)           | 0290                    | nach der parallel verlaufenden Ringbahn                                                                     | 16. März 1888       | Der durch mehrere Vororte führende Straßenzug erhielt in seiner ganzen Länge von der Hauptstraße in Schöneberg bis Halensee den Namen Ringbahnstraße. 1911 wurde die Straße aufgeteilt. Nur der nordwestliche Teil zwischen Lützenstraße und Kurfürstendamm behielt den Namen. Die anderen Teile wurden in Detmolder, Rudolstädter, Seesener und Wexstraße umbenannt. Der Schöneberger Abschnitt ist seit 1911 ein Teil der Wexstraße. | Ringbahnstraße |
| Schwarzbacher Straße (Lage)     | 0250 (im Ortsteil)      | Schwarzbach, Heilbad in Schlesien, heute: Czarne, Stadtteil von Jelenia Góra in Polen                       | 19. Nov. 1958       | Die Straße entstand im Zusammenhang mit dem Bau der Stadtautobahn, wobei sie von der Friedrichsruher Straße herausgelöst wurde. Zu Halensee gehört der Abschnitt vom Kurfürstendamm bis zur Schwarzbacher Brücke. | Schwarzbacher Straße · Berlin-Halensee Schwarzbacher Straße |
| Schweidnitzer Straße (Lage)     | 0200                    | Schweidnitz, Stadt in Schlesien, heute: Świdnica in Polen                                                   | 1905                | Die Straße führt von der Westfälischen Straße zur Paulsborner Straße. Bei ihrer Anlage hieß sie ab 1900 Straße 2. | Schweidnitzer Straße |
| Seesener Straße (Lage)          | 0400                    | Seesen, Stadt im Landkreis Goslar in Niedersachsen                                                          | 22. Dez. 1911       | Sie führt vom Hohenzollerndamm zum Henriettenplatz. Der Innenhof der Nummer 20 ist denkmalgeschützt. Der Abschnitt zwischen Paulsborner Straße und Nestorstraße ist von Kfz-Betrieben geprägt. In der Nummer 16 wohnte bis 1940 die Widerstandskämpferin gegen den Nationalsozialismus Maria Terwiel. Vor den Hausnummern 18 und 28 liegen Stolpersteine im Gedenken an Elsbeth und Rose Meirowsky und Ernst Behrend. | Seesener Ecke Halberstädter Straße · Seesener Straße Neubaukomplex · Seesener Straße abgerissene Lauben                                                               |
| Sesselmannweg (Lage)            | 0140                    | Friedrich Sesselmann (1410–1483), Bischof von Lebus                                                         | 23. Okt. 1931       | Der Sesselmannweg verläuft entlang der S-Bahn von der Nestorstraße über den Carionweg hinaus. | Sesselmannweg |
| Storkwinkel (Lage)              | 0270                    | Friedrich Stork (1846–1897), Wilmersdorfer Kommunalpolitiker                                                | 21. März 1960       | Bedingt durch den Bau der Stadtautobahn, wurde 1960 aus der Hobrechtstraße und Teilabschnitten der Humboldtstraße und der Kunz-Buntschuh-Straße die Straße Storkwinkel gebildet. An der Ecke Schwarzbacher Straße erinnert ein Denkmal an die Flugpionierin Melli Beese. | Storkwinkel |
| Westfälische Straße (Lage)      | 0620 (im Ortsteil)      | Westfalen, ehemalige preußische Provinz                                                                     | 1905                | Vorherige Namen waren Die Kuhtrift (vor 1876–1888) und Westphälische Straße (1888–1905). Ein Teil der Straße liegt in Wilmersdorf. Sie ist die Hauptgeschäftsstraße in Halensee, in der jedes Jahr ein Straßenfest stattfindet. Die Häuser Nummer 37 und 45 sind gelistete Baudenkmale, ebenso die Hochmeisterkirche aus dem Jahr 1910 von Otto Schnock. Am Haus Nummer 64 befindet sich eine Gedenktafel für Margarethe Sommer und Otto Ostrowski, dem Oberbürgermeister von Berlin (1946–1947), die hier ein Sanitätshaus führten, in dem sie eine jüdische Familie versteckten. Vor der Hausnummer 31 liegt ein Stolperstein im Gedenken an Rudolf Leseritz. | Westfälische Straße, Haupteinkaufsstraße von Halensee · Halensee Westfälische Straße Westfalen-Eck · Imbissstand                                                      |

## Ehemalige Straßen
Die nachfolgende Tabelle gibt eine Übersicht über die vorhandenen Straßen und Plätze im Ortsteil sowie einige dazugehörige Informationen.
- Name/Lage: aktuelle Bezeichnung der Straße oder des Platzes. Über den Link Lage kann die Straße oder der Platz auf verschiedenen Kartendiensten angezeigt werden. Die Geoposition gibt die Lage der ungefähren Mitte der Straßenlänge an.
- Im amtlichen Straßenverzeichnis nicht aufgeführte Verkehrswege sind mit * gekennzeichnet.
- Ehemalige oder nicht mehr gültige Straßennamen sind kursiv gesetzt. Für bedeutende ehemalige Straßen oder historische Straßennamen ist gegebenenfalls eine gesonderte Liste vorhanden.
- Länge/Maße in Metern:
Die in der Übersicht enthaltenen Längenangaben sind  gerundete Übersichtswerte, die in Google Earth mit dem dortigen Maßstab ermittelt wurden. Sie dienen Vergleichszwecken und werden, sofern amtliche Werte bekannt sind, ausgetauscht und gesondert gekennzeichnet.
Bei Plätzen sind die Maße in der Form a × b für rechteckige Anlagen und für (ungefähr) dreieckige Anlagen als a × b × c mit a als längster Seite angegeben.
Sofern die Straße auch in benachbarte Ortsteile weiterführt, gibt der Zusatz ‚im Ortsteil‘ an, wie lang der Straßenabschnitt innerhalb des Ortsteils dieses Artikels ist.
- Namensherkunft: Ursprung oder Bezug des Namens.
- Anmerkungen: weitere Informationen über anliegende Baudenkmale oder Institutionen, die Geschichte der Straße und historische Bezeichnungen.
- Bild: Foto der Straße oder eines anliegenden Objektes.

| Name/Lage         | Länge/Maße (in Metern) | Namensherkunft                                               | Datum der Benennung | Anmerkungen |
| ----------------- | ---------------------- | ------------------------------------------------------------ | ------------------- | --- |
| Storkzeile (Lage) | 0070                   | Friedrich Stork (1846–1897), Wilmersdorfer Kommunalpolitiker | 17. Mai 1930        | Der Namensgeber Stork war Geheimsekretär im Reichskanzleramt und von 1892 bis zu seinem Tod Amts- und Gemeindevorsteher von Wilmersdorf. Die Storkzeile (vormals: Straße 5) ging gegenüber der Schweidnitzer von der Paulsborner Straße ab und verlief in das Dreieck Nestor- / Paulsborner / Seesener Straße. Sie wurde 1960 aufgehoben. |

## Sonstige Orte in Halensee

### Kleingartenanlagen (Kolonien)
Die Kleingartenanlagen im Ortsteil liegen in der Nähe vom Westkreuz, am Osten der Ringbahn entlang und gehören zum Unterbezirk Charlottenburg. Im Kleingartenentwicklungsplan sind diese bahneigenen Kleingärten unter der Sicherungsstufe Ib aufgeführt. Die Halenseer Gärten sind im Plan mit der Adresse gegenüber Rönnestraße 28 notiert. Nach der Lage befinden sich die drei Bahnlandwirtschaften (BLW) zwischen dem Fernbahn- und S-Bahngleisen Charlottenburg–Grunewald, sowie zwischen Ringbahn und S-Bahntrasse Halensee–Charlottenburg. Die Bezeichnungen der drei Anlagen sind im Unterbezirk, dem Entwicklungsplan (KGA) und dem Detailnetz des Landeskartenwerkes (KGA ELW, Eisenbahnlandwirtschaft) unterschiedlich.
- KGA ELW Rönnestraße:[27] Unter Nummer 4207 als KGA ‚Oberer Wasserturm‘ (Lage) im Kleingartenentwicklungsplan mit 42 Parzellen auf 12.491 m² Bahnland aufgeführt. Sie liegt im Nordostwinkel zwischen Stadtbahn und Abzweig zum Bahnhof Halensee. Vom Unterbezirk sind 46 Parzellen vermerkt.
- KGA ELW Wasserturm:[28] Unter Nummer 4205 als KGA ‚Halensee-Wasserturm‘ im Kleingartenentwicklungsplan (Lage) mit 40 Parzellen auf 12.573 m² Bahnland aufgeführt. Sie liegt südlich der Fernbahnlinie im Winkel zwischen Ringbahn und Abzweig zum Bahnhof Halensee. Vom Unterbezirk sind 33 Parzellen vermerkt.
- KGA ELW Ausstellung:[29] Unter Nummer 4211 als KGA ‚Große Ausstellung‘ (Lage) im Kleingartenentwicklungsplan mit 47 Parzellen auf 14.533 m² Bahnland aufgeführt. Sie liegt zwischen Ortsteilgrenze und nördlich der Fernbahnstrecke Charlottenburg–Grunewald und einigen Teilflächen (Parzellen 37–40). Nordostwinkel zwischen Stadtbahn und Abzweig zum Bahnhof Halensee. Vom Unterbezirk sind 40 Parzellen vermerkt.
- Kolonie Lützenstraße: Sie ist auf der Karte des FIS-Broker als „KGA ELW Lützenstraße“[30] eingezeichnet (Lage) und liegt hinter den Häusern Heilbronner Straße 21–24 bis an den Bahnkörper auf 2.082 m². Im KGA-Plan ist sie nicht gesondert vermerkt und gehört (wohl) organisatorisch zur BLW ‚Ausstellung‘.

### Sonstige Flächen
- Im Ortsteil liegen 220 Meter der Autobahn 100. Mit der Schlüsselnummer 99093 ist an der Anschlussstelle Kurfürstendamm (südlicher Teil) die „Ausfahrt nach Kurfürstendamm“ nach StEP II als übergeordnete Straßenverbindung geführt.
- Friedhof Grunewald: Er ist durch den Südostbogen am Westkreuz von der Bornstedter Straße zugänglich. Im Friedhofsplan Berlin als landeseigener Friedhof Grunewald (5008) mit der Postanschrift Bornstedter Straße 11 ist er als Dorffriedhof mit 11.508 m² Fläche aufgenommen. In der Denkmalliste ist er als Garten- und Baudenkmal verzeichnet.[31]
- Melli-Beese-Anlage ist ein kleiner Park in der Ecke Storkwinkel / Schwarzenbacher Straße und grenzt an die Stadtautobahn, die hier bereits in Grunewald und Schmargendorf liegt.
- Hochmeisterplatz: Am Ostrand des Ortsteils zu Wilmersdorf (Cicerostraße) liegt diese Grün-/ Parkfläche auf 16.494 m² mit einem Spielplatz und einer zentralen Rasenfläche. Im Westen grenzt der Park an die Nestorstraße.